# خالد التركي
خالد عبد الله إبراهيم التركي، لاعب كرة قدم سعودي سابق ولد في المدينة المنورة عام 1371هـ.  وهو عضو مجلس الشورى حالياً.

## مؤهلاته العلمية
الدكتوراة : إدارة عامة - جامعة جنوب كاليفورنيا.
الماجستير : إدارة عامة - جامعة جنوب كاليفورنيا.
البكالوريوس : اقتصاد وعلوم سياسية، جامعة الملك سعود.

## عمله
عضو مجلس الشورى، اعتباراً من 3/3/1426هـ.
مستشار بديوان رئاسة مجلس الوزراء، 1423 حتى 1426هـ.
مدير عام إدارة الشئون السياسية، ديوان رئاسة مجلس الوزراء، 1403 حتى 1423هـ.
مستشار بالديوان الملكي، 1401 حتى 1403هـ.
معيد بقسم الاقتصاد، جامعة الملك سعود، 1394 - 1396هـ.

## مساهماته الرياضيـة
كأس الخليج 1974 : وقد سجل هدف في مرمى منتخب البحرين لكرة القدم.
كأس الخليج 1976 : وقد حصل على جائزة اللاعب المثالي للعب النظيف في البطولة.